# Seenotrettungsstation Stralsund
Die Seenotrettungsstation Stralsund ist ein Stützpunkt der Deutschen Gesellschaft zur Rettung Schiffbrüchiger (DGzRS) an der Ostsee in Mecklenburg-Vorpommern. Bei einem Seenotfall besetzen die freiwilligen Seenotretter in Stralsund kurzfristig das Seenotrettungsboot (SRB) HERTHA JEEP, das im Stadthafen neben dem historischen Lotsenhaus Stralsund liegt. Im Regelfall erfolgt die Alarmierung durch die Zentrale der DGzRS in Bremen, wo die Seenotleitung Bremen (MRCC Bremen) ständig alle Alarmierungswege für die Seenotrettung überwacht.

## Geschichte
Eine erste Station in Stralsund war 1875 eingerichtet worden und hatte dazu ein Ruderrettungsboot erhalten. 1931 wurde die Station geschlossen und aufgelöst, da das Motorrettungsboot der 20 km entfernten Station in Barhöft den Seebereich mit abdecken konnte. Der alte Rettungsschuppen steht heute noch an der Seestraße und dient als Wohnhaus (Seestraße 7). Erbaut im typischen Backsteinstil der Hansestadt zeigt es heute noch das Hansekreuz im Giebel.
Nach mehr als 60 Jahren kam von der DGzRS 1994 wieder ein Rettungsboot nach Stralsund. Der Neubau der 8,5-Meter-Klasse mit Namen STRALSUND lag bis Mai 2006 neben dem Lotsenhaus und wechselte dann zur Seenotrettungsstation Prerow/Wieck. Seitdem steht die HERTA JEEP den Freiwilligen der Station für ihre Aufgaben zur Verfügung. Das SRB 51 der aktuellen Bauform entstammt der ersten Serie mit 9,5 Meter Länge. Der Motor von 320 PS sorgt für eine maximale Geschwindigkeit von 18 Knoten und eine hohe Schleppkraft, wodurch auch deutlich größere Ausflugsschiffe auf den Haken genommen werden können. Gegenüber dem Vorgängerboot zeichnet sich die 3. Generation SRB durch eine geschlossene Kajüte aus, die Personen und Technik besser schützt.

## Revier
Das Revier der Seenotretter ist der Strelasund zwischen dem Festland und der Insel Rügen. Nach Norden reicht es in den südlichen Teil des Westrügener Bodden bis zur Insel Hiddensee. Am Festlandszipfel südlich von Hiddensee liegt der Hafen der ehemaligen Rettungsstation Barhöft. Er dient der DGzRS als Ausweichhafen für den versandenden Nothafen Darßer Ort, wo ein Seenotrettungskreuzer stationiert ist. Nach Südosten reicht das Revier bis in den Greifswalder Bodden.
Das besonders für Segler anspruchsvolle Seegebiet zwischen Stralsund und Hiddensee besitzt viele Flachwasseranteile mit Schwellen und Sandbänken, zwischen denen Strömungen die Navigation erschweren. Daneben ist der Nationalpark Vorpommersche Boddenlandschaft großflächig für Wasserfahrzeuge gesperrt, wodurch häufig Kursänderungen notwendig sind. Besonders windiges oder nebliges Wetter erfordern dabei vom Bootsführer höchste Aufmerksamkeit. Festkommen auf Sandbänken oder Wassereinbruch bei starkem Seegang erfordern Einsätze der Retter. Neben der Sportschifffahrt kommen die Retter auch der  Berufsschifffahrt zu Hilfe. Die Weiße Flotte von Stralsund betreibt im Revier verschiedene Personen- und Autofähren nach Rügen und Hiddensee. Als weitere Aufgabe betreuen und sichern die Seenotretter mehrere Regatten in ihrem Revier.

## Zusammenarbeit
Bei umfangreicheren Rettungs- oder Suchaktionen erfolgt eine gegenseitige Unterstützung durch die benachbarten Stationen:
- Kreuzer der Seenotrettungsstation Greifswalder Oie
- Kreuzer der Seenotrettungsstation Darßer Ort
- Boot der Seenotrettungsstation Freest
- Boot der Seenotrettungsstation Lauterbach
- Boot der Seenotrettungsstation Vitte/Hiddensee

## Historie der motorisierten Rettungseinheiten
| Stationierung von Seenotrettungsbooten |             |          |                   |                            |         |                |                              |
| Zeitraum                               | Schiffsname | Reg.-Nr. | Länge oder Klasse | Anz. Motoren ges. Leistung | Geschw. | vorige Station | Verlegung nach oder Verbleib |
| 1995 → 2006                            | STRALSUND   | SRB 46   | 8,5-m-Klasse      | 1 → 220 PS                 | 18,0 kn | Neubau         | → Prerow/Wieck               |
| seit 2006                              | HERTHA JEEP | SRB 51   | 9,5-m-Klasse      | 1 → 320 PS                 | 18,0 kn | Hörnum         | auf Station                  |

## Fotogalerie

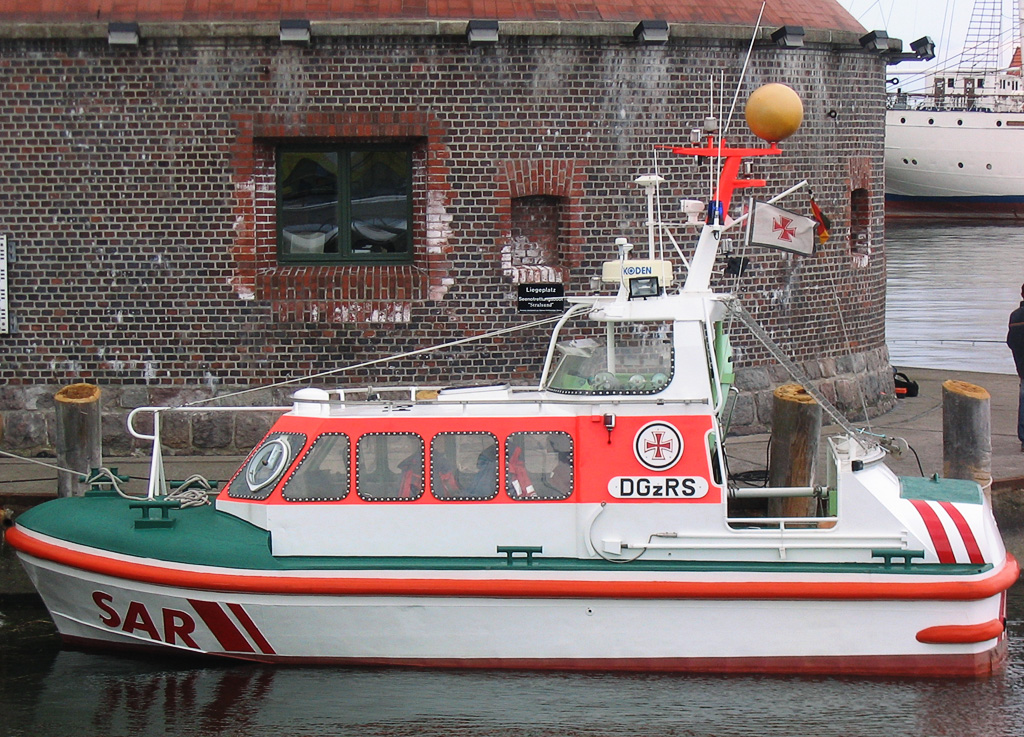
8,5-Meter-SRB STRALSUND im Stadthafen
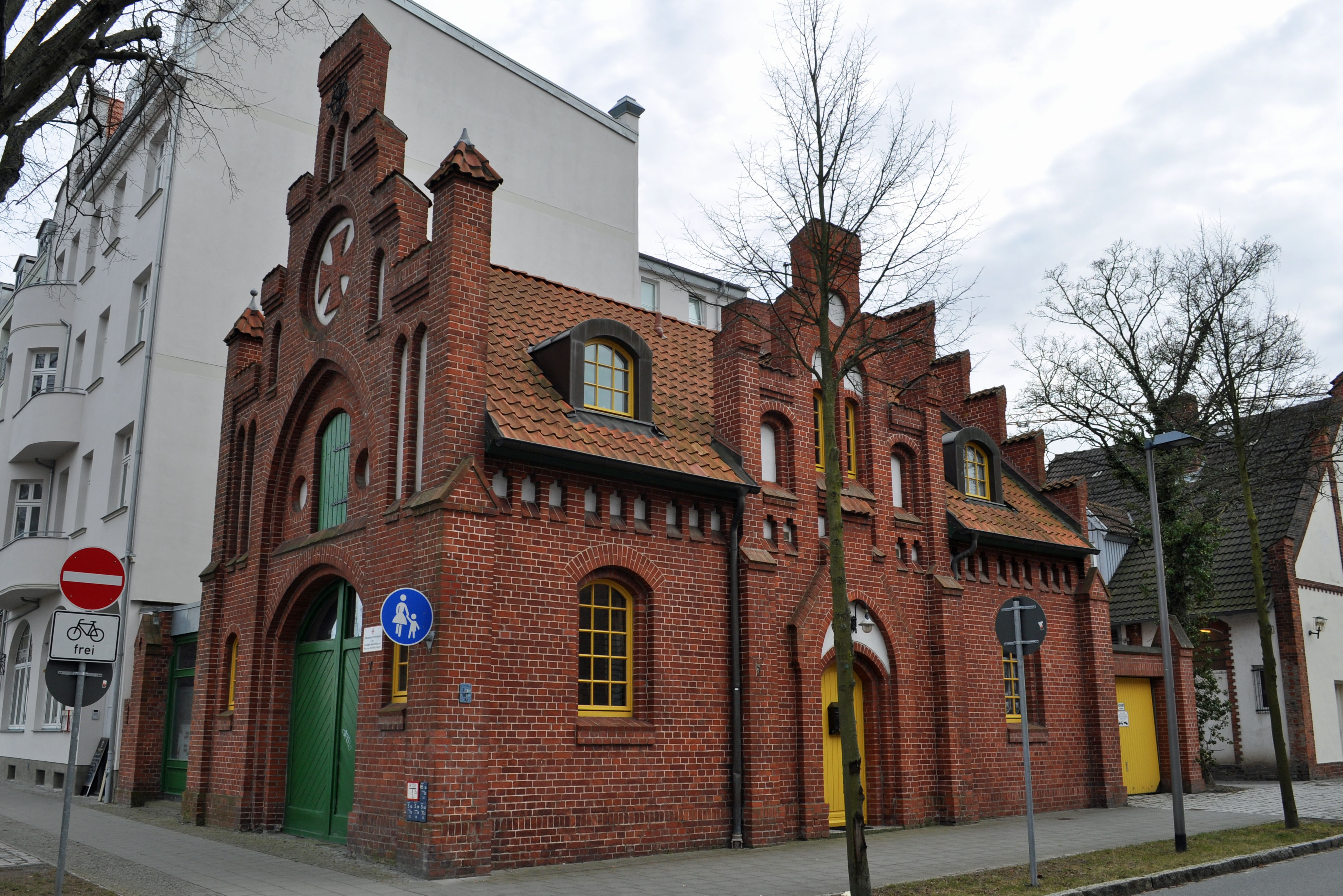
Alter Rettungsschuppen Stralsund
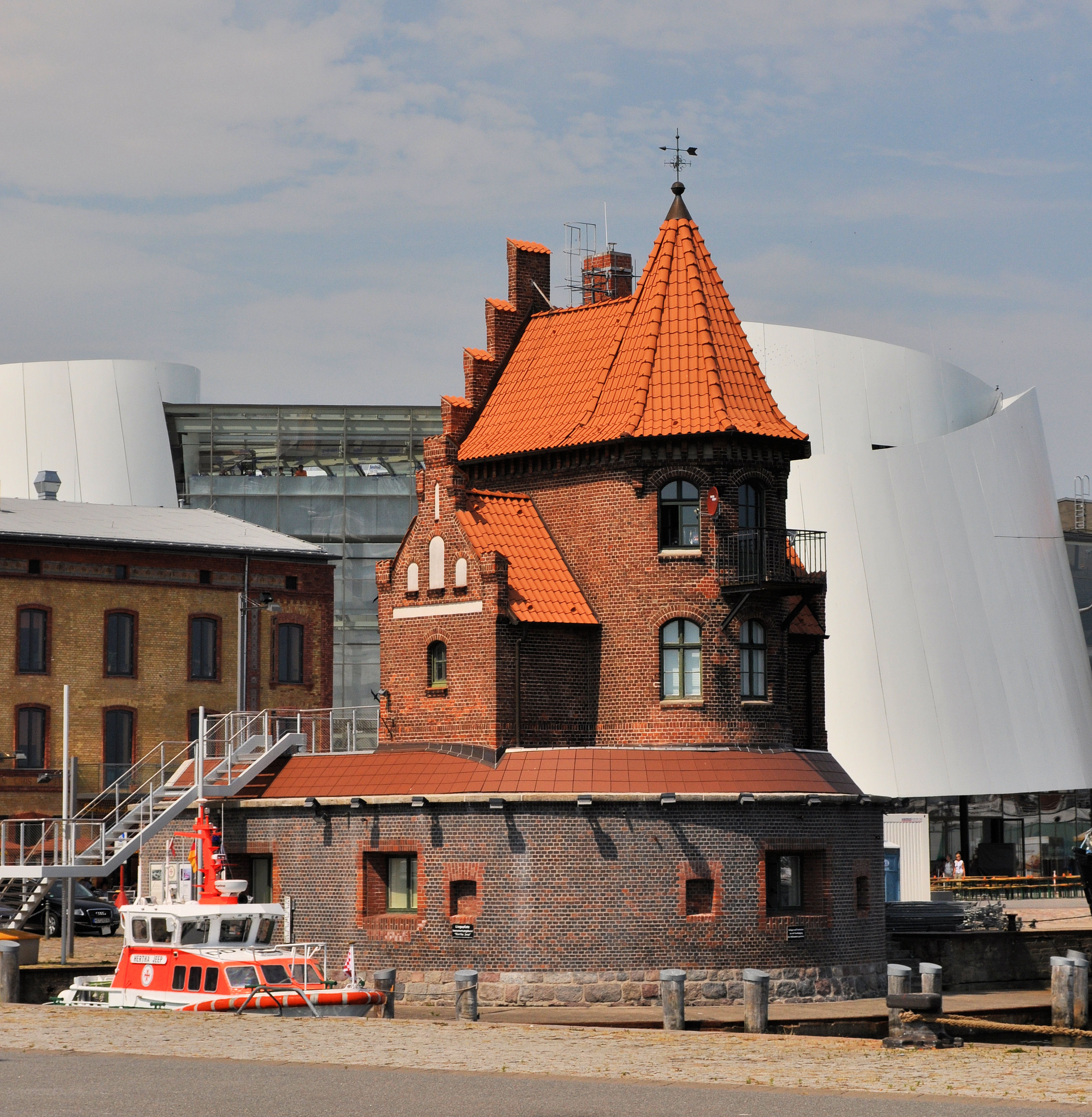
Alte Lotsenstation